# Ctenosia psectriphora
Ctenosia psectriphora là một loài bướm đêm thuộc phân họ Arctiinae, họ Erebidae.